# Posturale Kontrolle

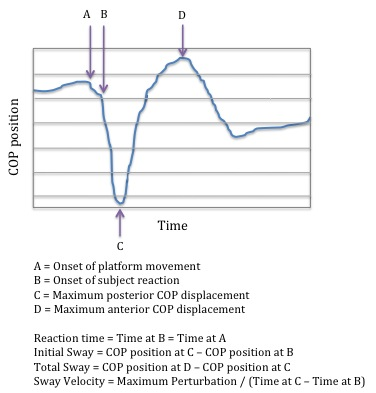
Biomechanische Untersuchung des Gleichgewichts während der Schwangerschaft.

Als  posturale Kontrolle wird das Vermögen des menschlichen Körpers bezeichnet, unter dem Einfluss der Schwerkraft eine aufrechte Körperposition beizubehalten. 
Dies bedeutet, dass der Körper in der Lage ist, sich automatisch in aufrechter Position auszubalancieren, sowohl statisch, als auch in Bewegung, z. B. beim Sport. Dabei werden die auf den Körper einwirkenden Kräfte so kompensiert, dass er sich in einem meist dynamischen Gleichgewicht hält. Es erfolgt ständig eine Kompensation der auf den Körper einwirkenden internen Kräften (Bewegungen des Körpers an sich) und externen Kräfte (Schwerkraft etc.).
Die posturale Kontrolle basiert auf der zentralnervalen Verarbeitung von Wahrnehmungen des Vestibularorgans, des visuellen Systems, der Propriozeptoren und der Exterozeption sowie auf der mentalen Vorwegnahme zukünftiger Bewegungsabläufe (Antizipation) und wird durch an die jeweilige Situation angepasste Ansteuerung der Muskulatur erreicht. 
Gemessen werden kann die posturale Kontrolle mit der klinischen Messmethode der Posturographie.